# Mark Edward Brennan
Mark Edward Brennan (nacido el 6 de febrero de 1947) es un prelado estadounidense de la Iglesia católica, obispo de la diócesis de Wheeling-Charleston en Virginia Occidental.  Fue instalado el 22 de agosto de 2019.  Brennan se desempeñó anteriormente como obispo auxiliar de la Arquidiócesis de Baltimore en Maryland de 2017 a 2019.

## Biografía

### Primeros años y formación
Mark Edward nació el 6 de febrero de 1947 en Boston, Massachusetts.
Asistió a escuelas primarias y secundarias públicas antes de asistir a la Escuela Católica St. Anthony en Washington D. C..  Recibió una licenciatura en Historia en 1969 de la Universidad de Brown.
Después de recibir su licenciatura, completó un año de estudios de filosofía en el Seminario Christ the King en Nueva York antes de asistir al Colegio Pontificio Norteamericano en Roma.  Obtuvo una Licenciatura en Sagrada Teología en 1973 y una Maestría en Teología de la Pontificia Universidad Gregoriana de Roma.

### Sacerdocio
Fue ordenado diácono el 10 de mayo de 1973 en Roma.
Sirvió asignaciones diaconales en la Parroquia de Nuestra Señora Reina de la Paz en Washington en el verano de 1973; Parroquia de St. Aloysius en Leonardtown, Maryland, de 1974 a 1975; y St. John Parish en Clinton, Maryland, de 1975 a 1976.
Fue ordenado sacerdote para la Arquidiócesis de Washington por el Arzobispo William W. Baum el 15 de mayo de 1976. Sus asignaciones del clero en la arquidiócesis incluyeron lo siguiente:
- Párroco, Parroquia de St. Martin of Tours, Gaithersburg, Maryland (2003–2016)
- Párroco, Parroquia de Santo Tomás Apóstol, Washington D. C. (1998–2003)
- Director de vocaciones sacerdotales (1988–1998)
- Vicario parroquial, Parroquia de St. Bartholomew, Bethesda, Maryland (1986–1988)
- Lengua española y estudios culturales en República Dominicana y Colombia (1985–1986)
- Vicario parroquial, parroquia St. Pius X, Bowie, Maryland (1981–1985)
- Vicario parroquial, Parroquia de Nuestra Señora de la Misericordia, Potomac, Maryland (1976–1981)

## Episcopado

### Obispo auxiliar de Baltimore

Escudo de armas como obispo auxiliar de Baltimore

El Papa Francisco lo nombró obispo auxiliar de la Arquidiócesis de Baltimore y obispo titular de Rusibisir el 5 de diciembre de 2016.  Fue consagrado por el arzobispo William E. Lori el 19 de enero de 2017.

### Obispo de Wheeling-Charleston
El 23 de julio de 2019, el Papa Francisco lo nombró obispo de la diócesis de Wheeling-Charleston, para suceder al obispo Michael J. Bransfield, retirado en 2018, después de haber recibido sanciones del Vaticano "por delitos financieros y acoso sexual". Se instaló en la Catedral de San José de Wheeling el 22 de agosto de 2019. Cuando se le pidió en 2019 que comentara sobre los gastos personales de Bransfield utilizando fondos de la iglesia, Brennan dijo:
La autocomplacencia por parte de un obispo, un pastor o cualquier otra persona de la Iglesia simplemente no es correcta.  Ese es el dinero de la gente.  Se supone que debemos usar los recursos que la gente da para el bien de la misión de la Iglesia.  Ese es el punto de recolectar todos estos fondos.  Se supone que no debemos utilizar los recursos de la Iglesia para fines autoindulgentes, y eso puede tomar muchas formas diferentes.
El 26 de noviembre de 2019, a pedido del Papa Francisco, Brennan presentó un plan de enmiendas a Bransfield que requería el reembolso de $792,000 a la diócesis.  Bransfield no había presentado previamente su propio plan de enmienda al Vaticano.